# Влоцлавек
Влоцлавек (пољ. Włocławek) град је у Пољској у Војводству кујавско-поморском. По подацима из 2012. године број становника у месту је био 115 546.
.

## Становништво
| 2012.   |
| ------- |
| 115 546 |

## Партнерски градови
- Могиљов
- Бедфорд
- Измаил
- Saint-Avold